# Omega Diatribe
Omega Diatribe – węgierski zespół muzyczny wykonujący muzykę z pogranicza takich gatunków jak groove metal, metalcore czy djent.

## Historia
Zespół został założony  w 2008 roku w Budapeszcie z inicjatywy gitarzysty Gergő Hájera oraz basisty Ákosa Szathmáry. 21 października 2013 roku światło dzienne ujrzał debiutancki album zatytułowany "Iapetus". Uzyskał on także nominacje w kategorii "Album roku" na Węgrzech. 26 lutego 2015 roku zespół wydał minialbum studyjny pt. "Abstract Ritual" nakładem wytwórni muzycznej Independent Ear Records. W 2016 roku Omega Diatribe zagrało koncert podczas dwunastej edycji festiwalu Euroblast odbywającego się w Kolonii w Niemczech. 1 kwietnia 2018 roku zespół wydał swój drugi album studyjny "Trinity" nakładem ukraińskiej wytwórni muzycznej Metal Scrap Records. 3 czerwca 2018 w Bielsku-Białej zespół zagrał koncert w klubie Rudeboy w ramach trasy "XI Years of Chaos" zorganizowanej z okazji jedenastych urodzin częstochowskiego zespołu Chaos Engine Research. 4 września 2020 roku miała miejsce premiera trzeciego albumu studyjnego pt. "Metanoia". Album ten został wydany pod szyldem wytwórni muzycznej Metal Scrap Records.

## Muzycy
Obecni członkowie zespołu
- Milán Lucsányi - wokal (od 2017)
- Gergő Hájer - gitara (od 2008)
- Tamás Höflinger - gitara (od 2017)
- Ákos Szathmáry - gitara basowa (od 2008)
- Richárd Szpuszenik - perkusja (od 2019)

Byli członkowie zespołu
- Gergely Komáromi - wokal (2011–2017)
- Dávid Metzger - perkusja (2010–2014)
- Jeromos Nagy - perkusja (2008–2010)
- Császár Attila - gitara (2010–2017)
- Tamás Kiss  - perkusja (2014–2019)

## Dyskografia

### Albumy studyjne
| Iapetus                     | - Data: 21 października 2013 - Wydawca: Wydanie własne | — |
| Trinity                     | - Data: 1 kwietnia 2018 - Wydawca: Metal Scrap Records | — |
| Metanoia                    | - Data: 4 września 2020 - Wydawca: Metal Scrap Records | — |
| „—” album nie był notowany. |                                                        |   |

### Minialbumy studyjne
| Abstract Ritual             | - Data: 26 lutego 2015 - Wydawca: Independent Ear Records | — |
| „—” album nie był notowany. |                                                           |   |

### Single
| Hydrozoan Periods             | - Data: 18 czerwca 2014 - Wydawca: Wydanie własne           | — |
| Contrist                      | - Data: 21 stycznia 2016 - Wydawca: Independent Ear Records | — |
| „—” singiel nie był notowany. |                                                             |   |